# 조지 워싱턴이 임명한 연방 판사 목록

조지 워싱턴 대통령은 미국 연방 대법원에 9명의 대법관을, 미국 연방지방법원에 28명의 판사를 임명했다.

미국 대통령 조지 워싱턴은 1789년 4월 30일부터 1797년 3월 4일까지 재임 기간 동안 39명의 헌법 제3조 미국 연방법관을 임명했다. 워싱턴이 임명한 첫 번째 그룹인 연방 대법원 대법관 2명과 지방법원 판사 10명은 의회가 연방 사법부를 공식적으로 설립한 1789년 사법부법을 통과시킨 지 이틀 후에 업무를 시작했다. 워싱턴이 마지막으로 임명한 법관은 워싱턴의 대통령 임기가 끝나기 12일 전에 임명장을 받았다.
초대 대통령으로서 워싱턴은 전체 연방 대법원을 임명할 책임이 있었다. 그는 전례 없는 11명의 대법관을 임명했는데, 이 중 2명은 법원 외부에서 승인된 대법원장이었고, 1명은 휴회 중 임명을 통해 대법원장으로 지명되었으나 최종적으로 임명되지 않은 전직 대법관이었다. 또한 워싱턴은 로버트 H. 해리슨을 지명했으나 그는 임명에 동의하지 않았으며, 윌리엄 쿠싱을 대법원장으로 승진시키기 위해 지명했으나 그 또한 거절했다.
워싱턴의 임기 초에는 재직 중인 법관이 없었기 때문에, 그는 미국 연방 판사 전체를 자신의 선택으로 채울 수 있는 독특한 기회를 가졌다. 그럼에도 불구하고, 당시 사법부의 규모가 작았기 때문에 워싱턴은 미국 연방지방법원에 28명의 판사만을 임명했다. 당시에는 주가 훨씬 적었고, 대부분의 주에는 단 하나의 지방법원이 있었으며, 각 지구에는 한 명의 판사만이 배정되어 있었다. 중간 연방 항소 법원은 아직 설립되지 않았기 때문에, 이는 연방 대법원 임명과 함께 워싱턴이 수행한 전체 연방 사법 임명 수를 구성했다. 이 숫자는 사법부 규모가 훨씬 컸던 1981년부터 1989년까지 로널드 레이건이 임명한 376명의 판사 수의 약 10%에 해당하며, 2010년 7월 현재 재직 중인 연방 판사 수의 5% 미만이다. 리처드 피터스 주니어는 워싱턴이 임명한 판사 중 가장 긴 36년 이상을 재직했다.
워싱턴은 소수의 헌법 제4조 준주 판사를 임명했다. 그는 새뮤얼 홀든 파슨스, 존 클리브스 심스, 조지 터너, 루퍼스 푸트넘을 북서부 영토 법원에 임명했는데, 푸트넘은 파슨스의 사망으로 인한 공석을 채우기 위해 임명되었다. 그는 데이비드 캠벨, 존 맥네어리, 조지프 앤더슨을 남서부 영토 법원에 임명했다. 남서부 영토가 테네시주로 연방에 편입된 후, 맥네어리는 초대 미국 연방지방법원 판사를 역임하게 된다.
워싱턴 행정부 당시에는 헌법 제1조 입법 법원이 존재하지 않았으므로, 그는 헌법 제1조에 따른 사법 임명을 하지 않았다. 헌법 제1조에 따라 처음 설립된 법원인 미국 청구 법원은 프랭클린 피어스 대통령 행정부인 1855년이 되어서야 설립되었다.
또한, 워싱턴 D.C. 사법부는 존 애덤스 대통령 하의 1801년 컬럼비아 특별구 조직법이 통과될 때까지 존재하지 않았다.

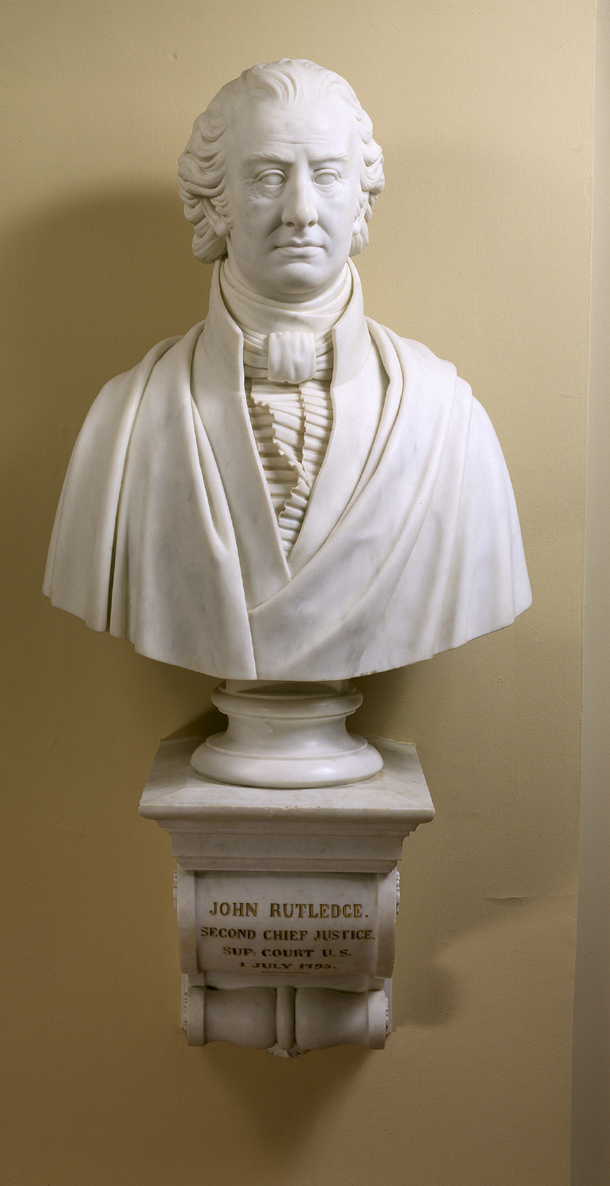
존 러틀리지는 연방 대법원에 두 번 임명되었는데, 처음에는 부대법관으로, 그리고 몇 년 후 법원을 떠났다가 대법원장으로 임명되었다.
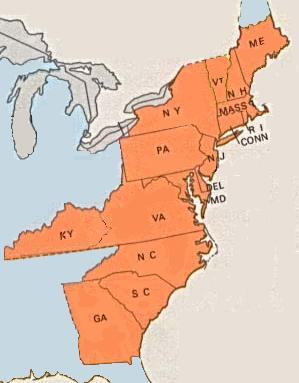
워싱턴은 17개의 미국 연방지방법원에 연방 판사를 임명했다. 이 중 16개는 위 지도에 표시되어 있고, 17번째인 테네시 지방법원은 그의 행정부 말기 직전에 설립되었다.
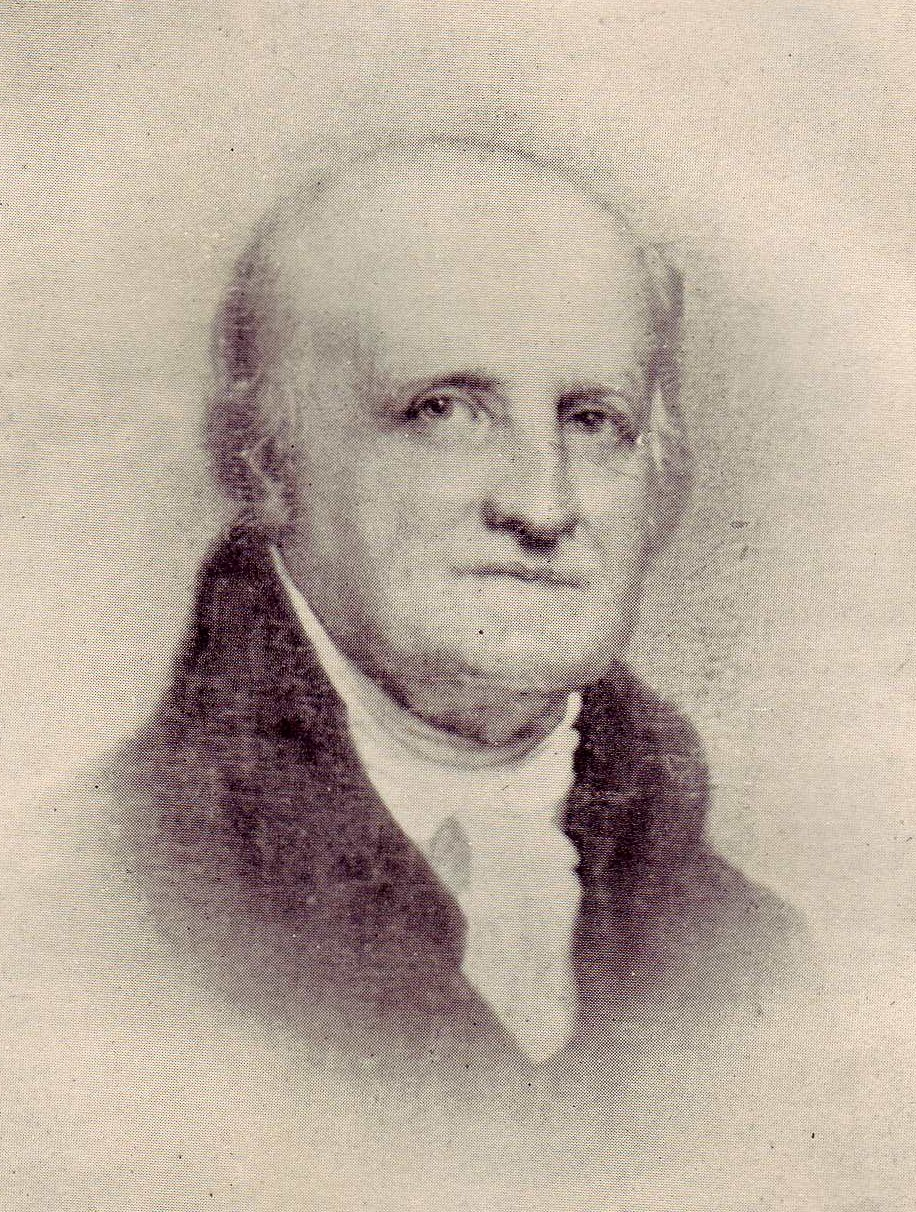
리처드 피터스 주니어는 펜실베이니아 지방법원에서 36년 이상 재직했으며, 워싱턴이 임명한 판사 중 가장 오래 재직했다.

## 미국 연방 대법관
| #   | 대법관           | 좌석     | 주                 | 전임 대법관      | 지명 날짜        | 인준 날짜       | 현직 시작       | 현직 종료        |
| --- | ---------------- | -------- | ------------------ | ---------------- | ---------------- | --------------- | --------------- | ---------------- |
| 1   | 존 제이          | 대법원장 | 뉴욕주             | 좌석 설립        | 1789년 9월 24일  | 1789년 9월 26일 | 1789년 9월 26일 | 1795년 6월 29일  |
| 2   | 존 러틀리지      | 1        | 사우스캐롤라이나주 | 좌석 설립        | 1789년 9월 24일  | 1789년 9월 26일 | 1789년 9월 26일 | 1791년 3월 5일   |
| 2.1 | 존 러틀리지      | 대법원장 | 사우스캐롤라이나주 | 존 제이          | 1795년 12월 10일 | –               | 1795년 7월 1일  | 1795년 12월 28일 |
| 3   | 윌리엄 쿠싱      | 2        | 매사추세츠주       | 좌석 설립        | 1789년 9월 24일  | 1789년 9월 26일 | 1789년 9월 27일 | 1810년 9월 13일  |
| 4   | 제임스 윌슨      | 3        | 펜실베이니아주     | 좌석 설립        | 1789년 9월 24일  | 1789년 9월 26일 | 1789년 9월 29일 | 1798년 8월 21일  |
| 5   | 존 블레어 주니어 | 4        | 버지니아주         | 좌석 설립        | 1789년 9월 24일  | 1789년 9월 26일 | 1789년 9월 30일 | 1795년 10월 25일 |
| 6   | 제임스 이레델    | 5        | 노스캐롤라이나주   | 좌석 설립        | 1790년 2월 8일   | 1790년 2월 10일 | 1790년 2월 10일 | 1799년 10월 20일 |
| 7   | 토머스 존슨      | 1        | 메릴랜드주         | 존 러틀리지      | 1791년 10월 31일 | 1791년 11월 7일 | 1791년 8월 5일  | 1793년 1월 16일  |
| 8   | 윌리엄 패터슨    | 1        | 뉴저지주           | 토머스 존슨      | 1793년 3월 4일   | 1793년 3월 4일  | 1793년 3월 4일  | 1806년 9월 9일   |
| 9   | 새뮤얼 체이스    | 4        | 메릴랜드주         | 존 블레어 주니어 | 1796년 1월 26일  | 1796년 1월 27일 | 1796년 1월 27일 | 1811년 6월 19일  |
| 10  | 올리버 엘스워스  | 대법원장 | 코네티컷주         | 존 러틀리지      | 1796년 3월 3일   | 1796년 3월 4일  | 1796년 3월 4일  | 1800년 12월 15일 |

## 지방법원
| #  | 판사                   | 법원     | 지명 날짜        | 인준 날짜        | 현직 시작        | 현직 종료        |
| -- | ---------------------- | -------- | ---------------- | ---------------- | ---------------- | ---------------- |
| 1  | 거닝 베드퍼드 주니어   | D. Del.  | 1789년 9월 24일  | 1789년 9월 26일  | 1789년 9월 26일  | 1812년 3월 30일  |
| 2  | 데이비드 브레얼리      | D.N.J.   | 1789년 9월 25일  | 1789년 9월 25일  | 1789년 9월 26일  | 1790년 8월 16일  |
| 3  | 제임스 듀언            | D.N.Y.   | 1789년 9월 25일  | 1789년 9월 25일  | 1789년 9월 26일  | 1794년 3월 17일  |
| 4  | 프랜시스 홉킨슨        | D. Pa.   | 1789년 9월 24일  | 1789년 9월 26일  | 1789년 9월 26일  | 1791년 5월 9일   |
| 5  | 해리 인스              | D. Ky.   | 1789년 9월 24일  | 1789년 9월 26일  | 1789년 9월 26일  | 1816년 9월 20일  |
| 6  | 리처드 로              | D. Conn. | 1789년 9월 24일  | 1789년 9월 26일  | 1789년 9월 26일  | 1806년 1월 26일  |
| 7  | 존 로웰                | D. Mass. | 1789년 9월 24일  | 1789년 9월 26일  | 1789년 9월 26일  | 1801년 2월 20일  |
| 8  | 내서니얼 펜들턴        | D. Ga.   | 1789년 9월 24일  | 1789년 9월 26일  | 1789년 9월 26일  | 1796년 9월 1일   |
| 9  | 데이비드 시월          | D. Me.   | 1789년 9월 24일  | 1789년 9월 26일  | 1789년 9월 26일  | 1818년 1월 9일   |
| 10 | 존 설리번              | D.N.H.   | 1789년 9월 24일  | 1789년 9월 26일  | 1789년 9월 26일  | 1795년 1월 23일  |
| 11 | 윌리엄 드레이튼 시니어 | D.S.C.   | 1790년 2월 8일   | 1790년 2월 10일  | 1789년 11월 18일 | 1790년 5월 18일  |
| 12 | 사이러스 그리핀        | D. Va.   | 1790년 2월 8일   | 1790년 2월 10일  | 1789년 11월 28일 | 1810년 12월 14일 |
| 13 | 윌리엄 파카            | D. Md.   | 1790년 2월 8일   | 1790년 2월 10일  | 1789년 12월 22일 | 1799년 10월 13일 |
| 14 | 토머스 비              | D.S.C.   | 1790년 6월 11일  | 1790년 6월 14일  | 1790년 6월 14일  | 1812년 2월 18일  |
| 15 | 헨리 마천트            | D.R.I.   | 1790년 7월 2일   | 1790년 7월 3일   | 1790년 7월 3일   | 1796년 8월 30일  |
| 16 | 존 스토크스            | D.N.C.   | 1790년 8월 2일   | 1790년 8월 3일   | 1790년 8월 3일   | 1790년 10월 12일 |
| 17 | 로버트 모리스          | D.N.J.   | 1790년 12월 17일 | 1790년 12월 20일 | 1790년 8월 28일  | 1815년 6월 2일   |
| 18 | 존 싯그리브스          | D.N.C.   | 1790년 12월 17일 | 1790년 12월 20일 | 1790년 12월 20일 | 1802년 3월 4일   |
| 19 | 내서니얼 칩먼          | D. Vt.   | 1791년 3월 4일   | 1791년 3월 4일   | 1791년 3월 4일   | 1793년 1월 1일   |
| 20 | 윌리엄 루이스          | D. Pa.   | 1791년 10월 31일 | 1791년 11월 7일  | 1791년 7월 14일  | 1792년 1월 4일   |
| 21 | 리처드 피터스          | D. Pa.   | 1792년 1월 12일  | 1792년 1월 13일  | 1792년 1월 12일  | 1828년 8월 22일  |
| 22 | 새뮤얼 히치콕          | D. Vt.   | 1793년 12월 27일 | 1793년 12월 30일 | 1793년 9월 3일   | 1801년 2월 20일  |
| 23 | 존 로렌스              | D.N.Y.   | 1794년 5월 5일   | 1794년 5월 6일   | 1794년 5월 6일   | 1796년 11월 8일  |
| 24 | 존 피커링              | D.N.H.   | 1795년 2월 10일  | 1795년 2월 11일  | 1795년 2월 11일  | 1804년 3월 12일  |
| 25 | 조지프 클레이 주니어   | D. Ga.   | 1796년 12월 21일 | 1796년 12월 27일 | 1796년 9월 16일  | 1801년 5월 12일  |
| 26 | 벤저민 본              | D.R.I.   | 1796년 12월 21일 | 1796년 12월 22일 | 1796년 10월 13일 | 1801년 2월 20일  |
| 27 | 로버트 트룹            | D.N.Y.   | 1796년 12월 9일  | 1796년 12월 10일 | 1796년 12월 10일 | 1798년 4월 4일   |
| 28 | 존 맥네어리            | D. Tenn. | 1797년 2월 17일  | 1797년 2월 20일  | 1797년 2월 20일  | 1833년 9월 1일   |

## 내용주
1. ↑  일부 문서에서는 그가 임명을 수락하고 즉시 사임했다고 주장한다.[6]
2. ↑  연방 판사 생애 정보는 레이건 대통령이 임명한 358명의 판사를 기재하고 있으며, 재임명 및 승진을 포함하면 376명이다.
3. ↑  연방 판사 생애 정보에는 약 800명의 현직 판사와 거의 500명 이상의 고급 판사가 기재되어 있다.
4. 1 2  이례적으로, 러틀리지는 연방 대법원에서 두 번의 다른 임기를 지냈다. 그는 1789년에 처음으로 부대법관으로 임명되었고, 1791년에 그 자리에서 사임했다. 그는 1795년에 휴회 중 임명을 통해 대법원장이 되었고, 1795년 12월 10일에 공식적으로 지명되었다. 그의 지명은 그 후 1795년 12월에 상원에 의해 거부되었고, 그는 얼마 지나지 않아 사임했다.
5. ↑  미국 지방법원 및 준주 법원 목록 참조

재지명
1. ↑  패터슨은 당초 1793년 2월 27일 지명되었으나, 기술적인 이유로 대통령이 즉시 철회하여 1793년 2월 28일 상원에 통보되었다. 패터슨은 4일 후 재지명에 성공했다.